# Сом'єдо
Сом'єдо (ісп. Somiedo, аст. Somiedu) — муніципалітет в Іспанії, у складі автономної спільноти Астурія. Населення — 1435 осіб (2009).
Муніципалітет розташований на відстані близько 370 км на північний захід від Мадрида, 43 км на південний захід від Ов'єдо.
Муніципалітет складається з таких паррокій: Агіно, Клавільяс, Корес, Ель-Кото, Ель-Пуерто, Ендріга, Гуа, Ла-Р'єра, Лас-Мортерас, Пігуенья, Пігуесес, Пола-де-Сом'єдо, Вальє-де-Лаго, Вейгас, Вільяр-де-Вільдас.

## Демографія
Динаміка населення (INE ):

## Галерея зображень

Розташування муніципалітету
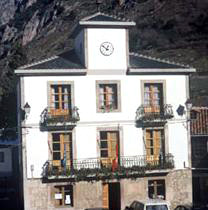
Муніципальна рада
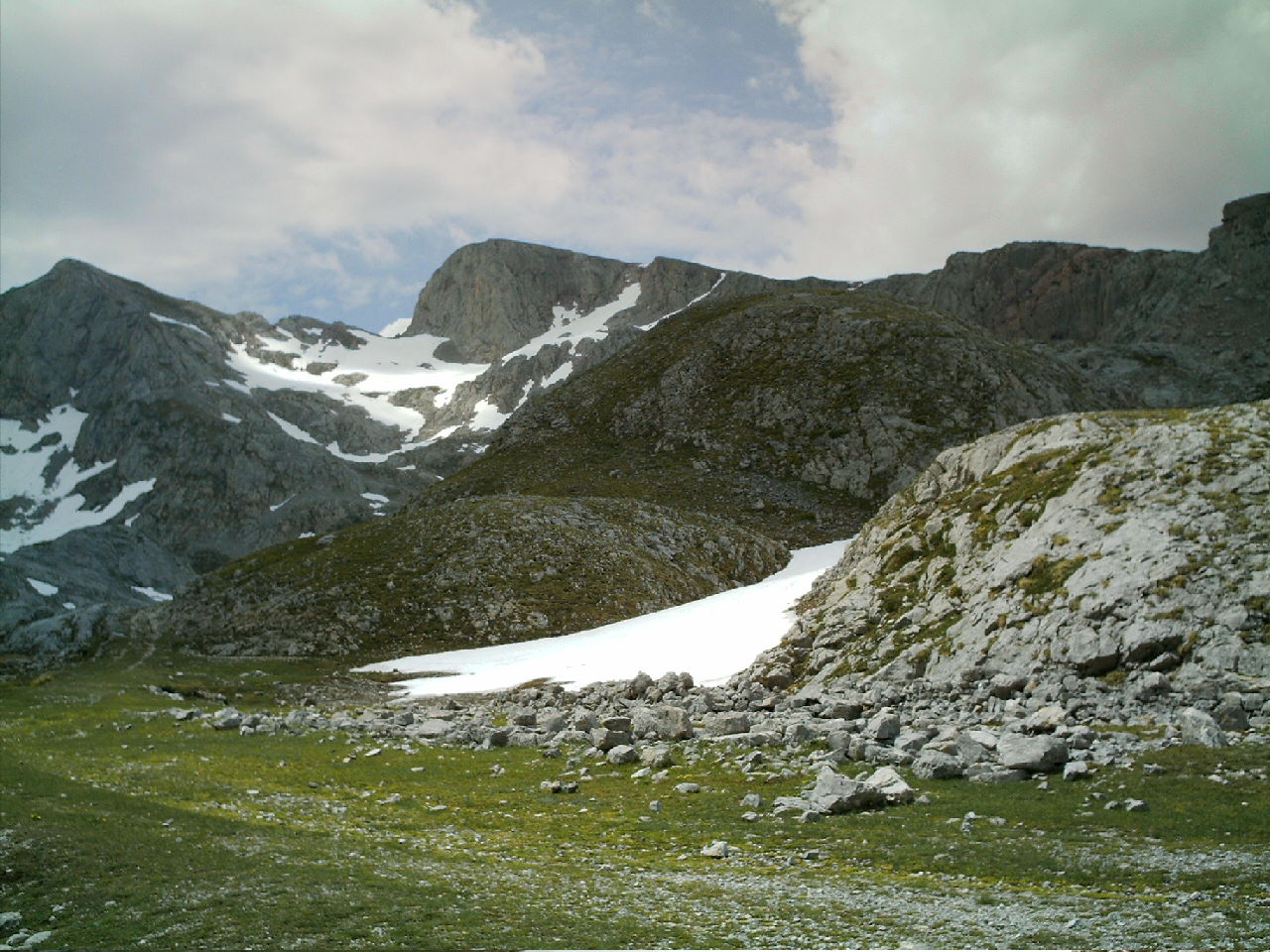
Кантабрійські гори